# 2e bataillon de volontaires des Hautes-Alpes
Le 2e bataillon de volontaires des Hautes-Alpes, était une unité militaire de l'armée française créée sous la Révolution française. Il fut également appelé plus simplement 2e bataillon des Hautes-Alpes.

## Création et différentes dénominations
Le 2e bataillon de volontaires des Hautes-Alpes est formé à 8 compagnies et 1 compagnie de grenadiers le 28 novembre 1791 à Gap.
- Compagnie de grenadiers
- 1re compagnie de La Bâtie-Neuve
- 2e compagnie de Gap
- 3e compagnie de Veynes
- 4e compagnie de La Roche-des-Arnauds
- 5e compagnie de Saint-Bonnet-en-Champsaur
- 6e compagnie de Serres et Tallard
- 7e compagnie de La Saulce
- 8e compagnie de Saint-André-de-Rosans et Montmorin

Le 2e bataillon de volontaires des Hautes-Alpes est dissous le 31 décembre 1794 lors de son amalgame pour former, avec le 1er bataillon du 94e régiment d'infanterie (ci-devant Royal-Hesse-Darmstadt) et le 2e bataillon de volontaires de la Marne, la 171e demi-brigade de première formation.

## Commandants
- 1791-1793 : Alexis Martin dit Saint-Martin lieutenant-colonel en chef
- 1793-1793 : Pierre Arnould Meyer
- 1793-1794 : Joseph Blanc

## Historique des garnisons, combats et batailles

### 1791
Les 416 volontaires des districts de Gap et Serres sont formés en compagnies dans les divers cantons, rassemblés à Gap vers le 9 novembre et organisés en bataillon le 28 novembre. Le bataillon est passé en revue le même jour par le maréchal de camp de Ferrier du Chatelet, assisté du commissaire des guerres Jean-Baptiste Pascalis, et de Jean-Louis François de Cressy et Provensal, commissaires du département. Le bataillon est maintenu en quartiers d'hiver à Gap.

### 1792
Nommé à l'armée du Midi, le bataillon quitte sa garnison le 13 avril pour se rendre au Buis-les-Baronnies, dans le département de la Drôme, puis a Vienne. Le 5 août, il se trouve à Pont-de-Beauvoisin, le 6 à Aouste et le 17 au camp de Cessieu, où il reçoit un complément de 800 hommes.

Le bataillon quitte le camp à la fin d'août pour joindre l'armée de Dumouriez. Il passe le 16 septembre à Dijon, le 21 à Troyes et, après un contre-ordre, n'arrive que le 30 à Châlons, où il est arrêté et forme, le 4 octobre, une compagnie de canonniers.

Il prend part à la marche de l'armée à la poursuite des Prussiens et aux opérations de l'armée de Belgique. Il est à la bataille de Jemappes le 6 novembre, au combat d'Anderlecht le 12 novembre, puis est envoyé au siège de Namur et se distingue sous les ordres du général d'Harville, au combat du 30 novembre, avant de prendre ses cantonnements d'hiver à Godinne.

### 1793
En janvier 1793, les 440 présents sont à la division de Namur jusqu'à la retraite de la Belgique après la défection de Dumouriez.
 Rentré en France en mars, le bataillon est affecté à la garnison de Maubeuge, sous les ordres du général Tourville. Le 16 mai il fournit, une compagnie au 9e bataillon de la formation d'Orléans, puis reçoit, du 29 mai au
4 juin, 170 recrues de l'Eure et compte, en juillet, 788 présents. 
Le 7 août il campe à Baschamps et prend part, le 17 août, sous le commandement du général Gudin, avec la garnison de Maubeuge, à la défense des passages de la Sambre, où « il montre le plus grand courage et est un de ceux qui ont le plus souffert ». Il assiste au déblocus du Quesnoy et au combat de la forêt de Mormal. Après la réorganisation de l'armée du Nord, le bataillon est maintenu au camp de Maubeuge et se trouve bloqué dans la place le 29 septembre. Après la levée du siège, il sort de Maubeuge le 19 octobre, est au camp de la Madeleine le 26 octobre avec un effectif de 276 hommes, et reçoit à Arras le 4 décembre les effets dont il a besoin avant d'être dirigé sur la Vendée, où il est affecté à l'armée de l'Ouest.

### 1794
Le 20 mars 1794 avec un effectif de 288 homme, il reconstitue, à Rennes, sa compagnie de canonniers et est affecté à la division du général Cordellier-Delanoüe. 
En juin, il est aux ordres du général Huché et fait partie de la colonne Delaage. Le 1er juillet 1794 il stationne à Pont-Charron, et constitue, le 29 juillet, une « colonne agissante » avec le 2e bataillon de volontaires de la Marne. Il rentre en août à Pont-Charron et y reçoit, le 10 septembre, 436 réquisitionnaires de Montbrison et est envoyé, le 21 septembre, au camp de Largeasse, près de Parthenay. 
 Il demeure inactif plus de trois mois, puis est amalgamé, le 31 décembre, avec le 1er bataillon du 94e régiment d'infanterie et le 2e bataillon de volontaires de la Marne pour former la 171e demi-brigade de première formation.

## Biographie de personnes ayant servi au2ebataillonde volontaires des Hautes-Alpes

### Alexis Martin dit Saint-Martin
Alexis Martin dit Saint-Martin est né à Luxeuil le 22 novembre 1722. Il entre en service en 1742, comme soldat au régiment de Tournaisis, et, manchot du bras droit, il est nommé capitaine au régiment Royal-Italien et fait chevalier de Saint-Louis en 1779. En 1790 il est commandant la garde nationale de Luxeuil et commissaire du département. Élu lieutenant-colonel en chef du 2e bataillon des Hautes-Alpes le 28 novembre 1791 il est nommé général de brigade le 30 juillet 1793, il est retraité le 28 mars 1801 comme commandant la place de Luxeuil.

### Pierre Arnould Meyer
Pierre Arnould Meyer, né à Gap le 22 septembre 1762 est le fils d'un marchand. Il commence sa carrière militaire en tant que soldat dans le régiment de Champagne de 1782 à 1790 date à laquelle il devient instructeur de la garde nationale puis il est élu lieutenant colonel en second du 2e bataillon des Hautes-Alpes le 28 novembre 1791. Il est promu général de brigade le 27 août 1793, puis général de division le 25 septembre 1793, avant d'être destitué le 12 novembre 1793, puis réintégré comme chef d'escadrons le 13 décembre 1794.